# Album foto

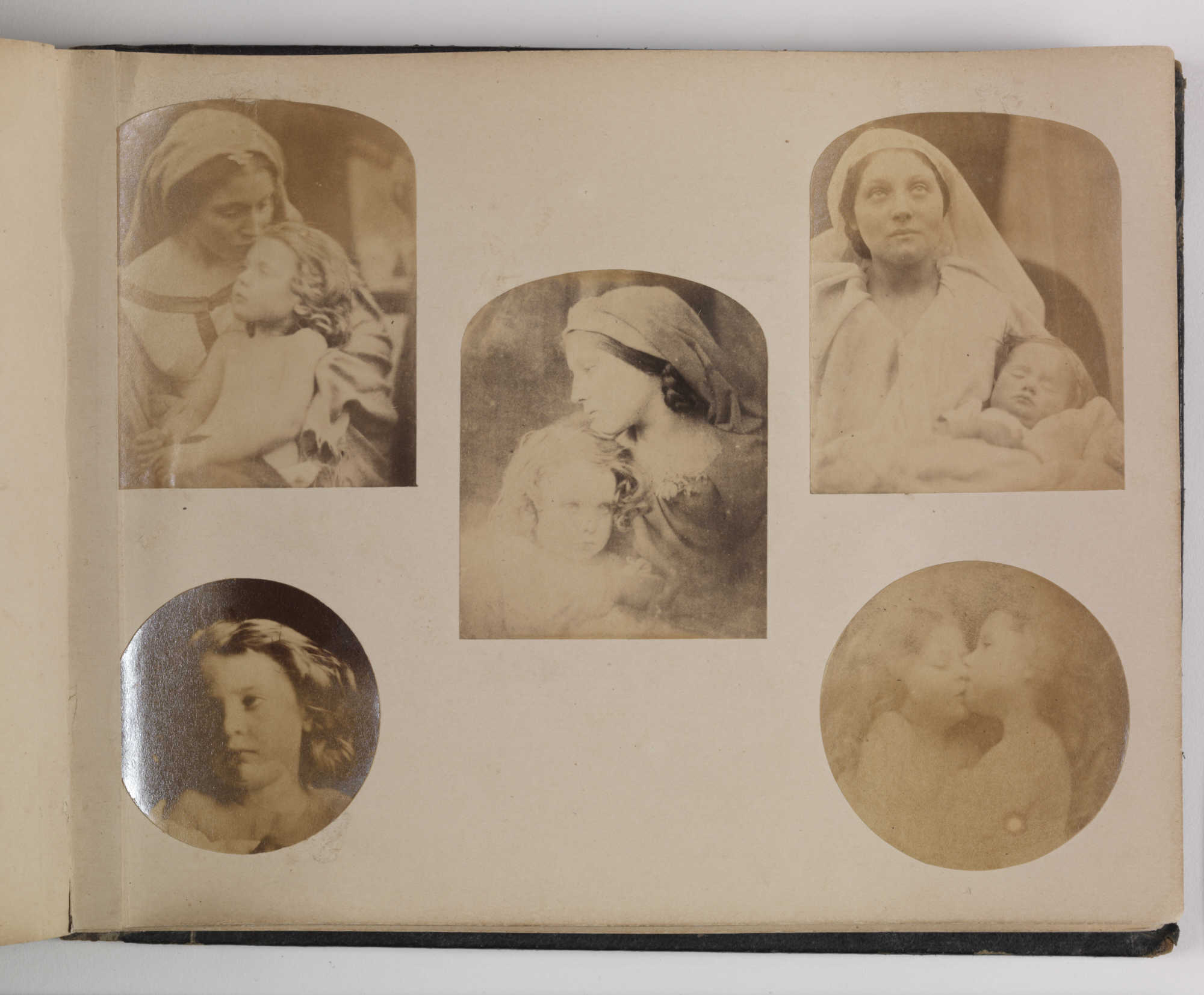
Un album cu fotografii vechi

Un album foto este o colecție de fotografii ținute într-un album. Unele albume au compartimente transparente în care pot fi puse pozele. Albumele mai vechi erau sub forma unor cărți cu foi groase, cartonate, în care pozele se lipeau sau se plasau între colțuri. 